# مسجد ییولی مناره

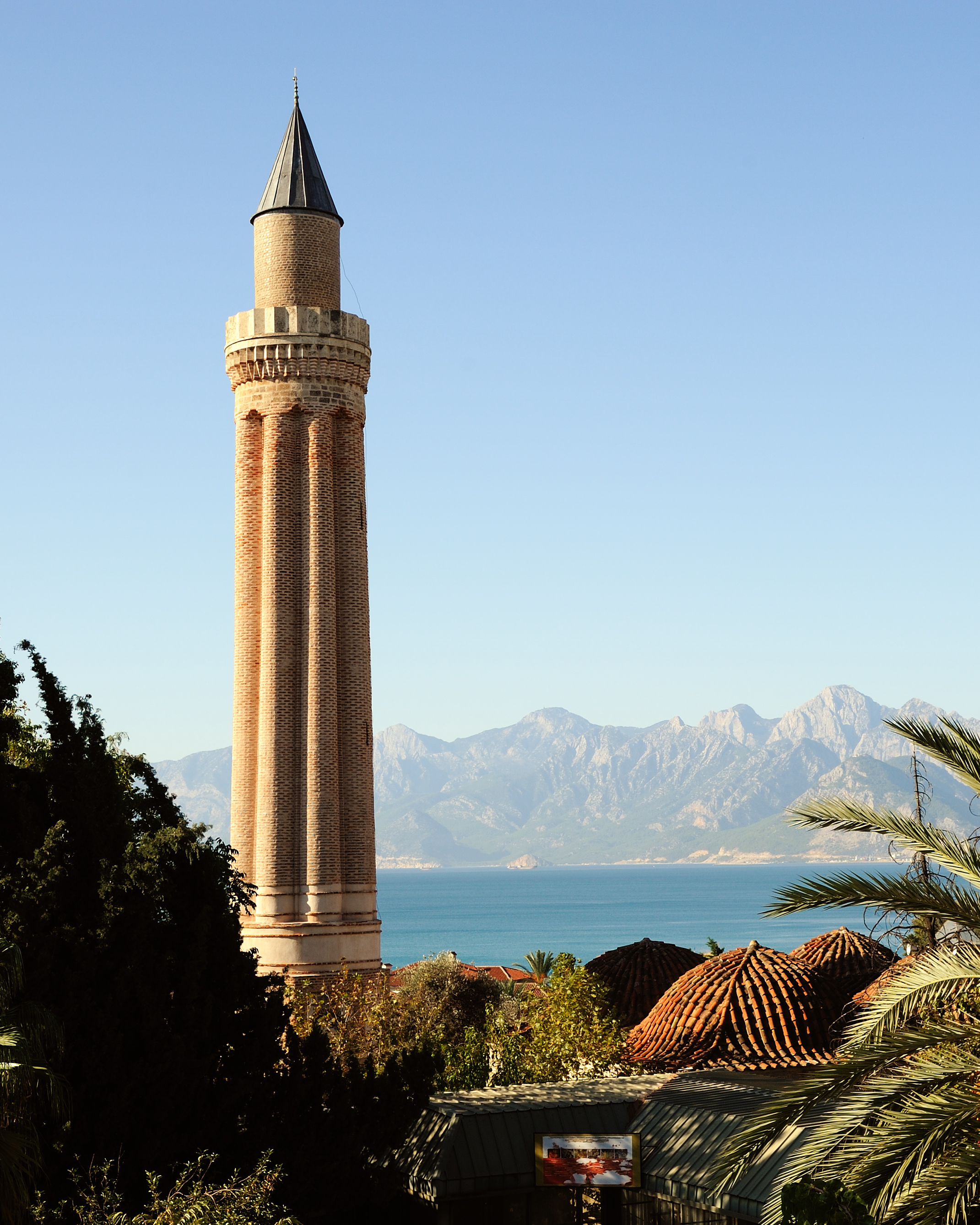

مسجد علاءالدین یا مسجد ییولی مناره (ترکی: Yivli Minare) که معمولاً مسجد اولو (ترکی: Ulu Cami، "مسجد جامع") در آنتالیا نیز خوانده می‌شود، یک مسجد تاریخی است که توسط سلطان سلجوقی (سلجوقیان روم) ساخته شده‌است. یک نقطه عطف و نماد شهر است. در سال ۲۰۱۶ در فهرست آزمایشی میراث جهانی در ترکیه ثبت شد.

## نگارخانه

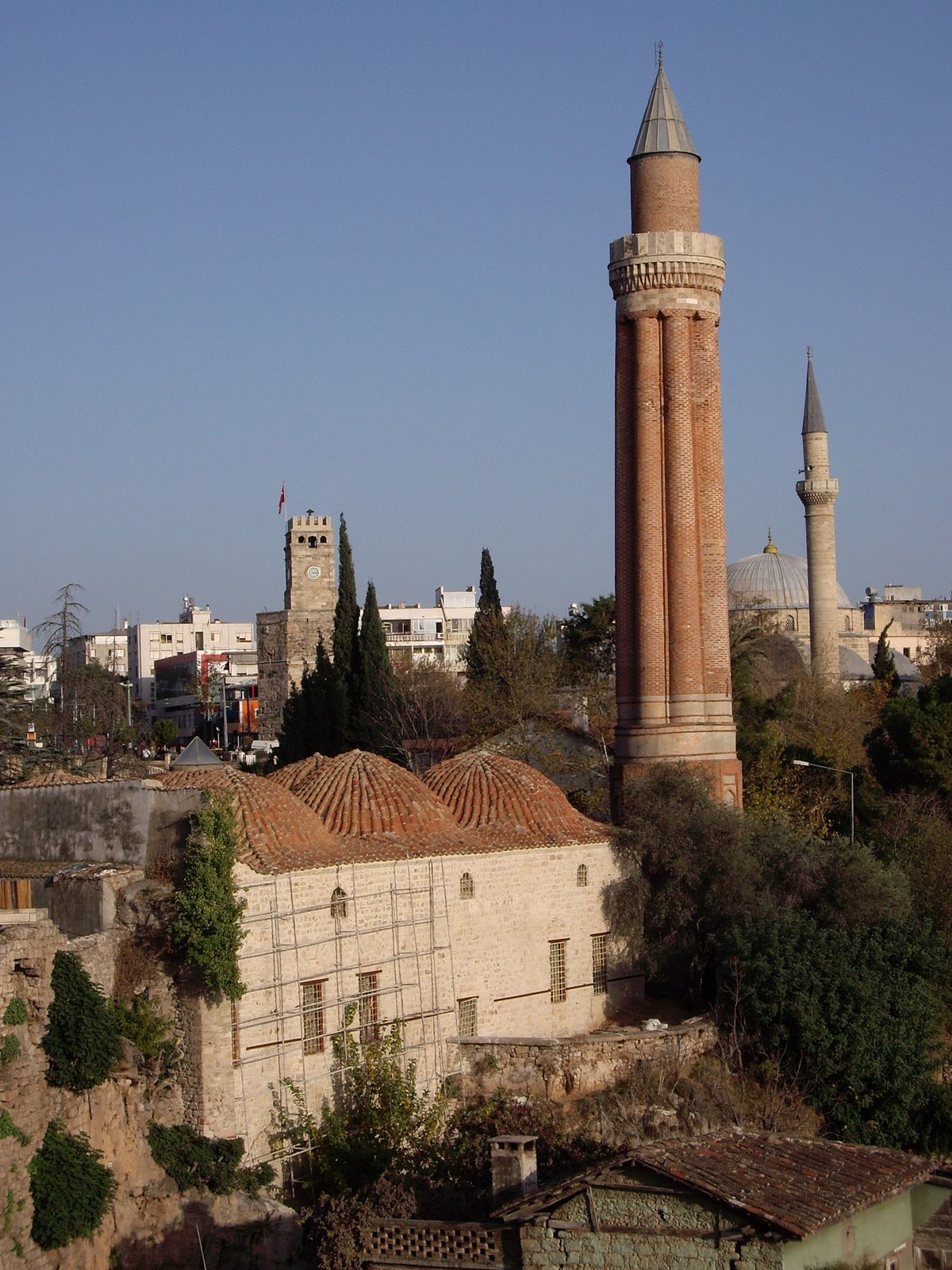
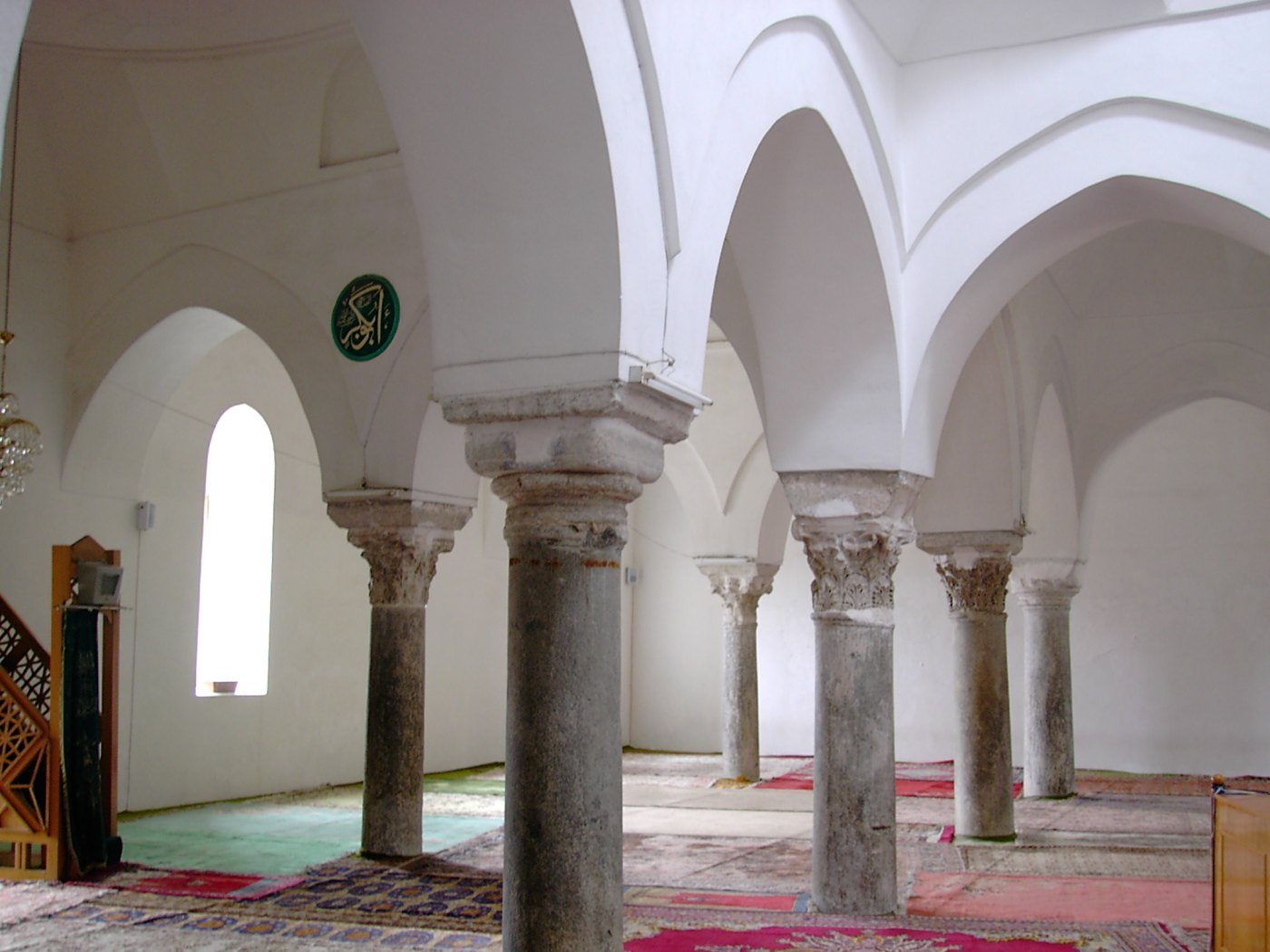
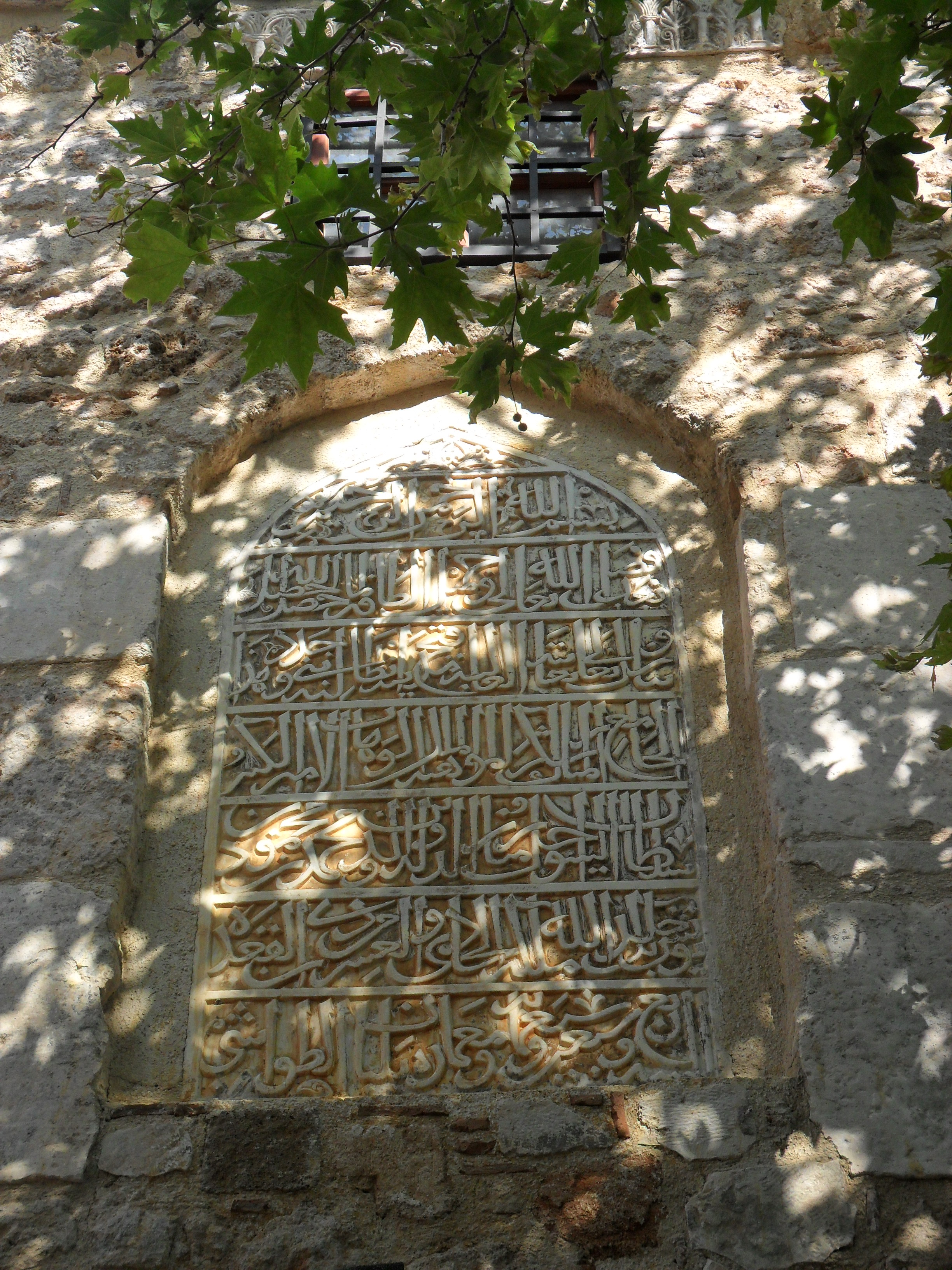
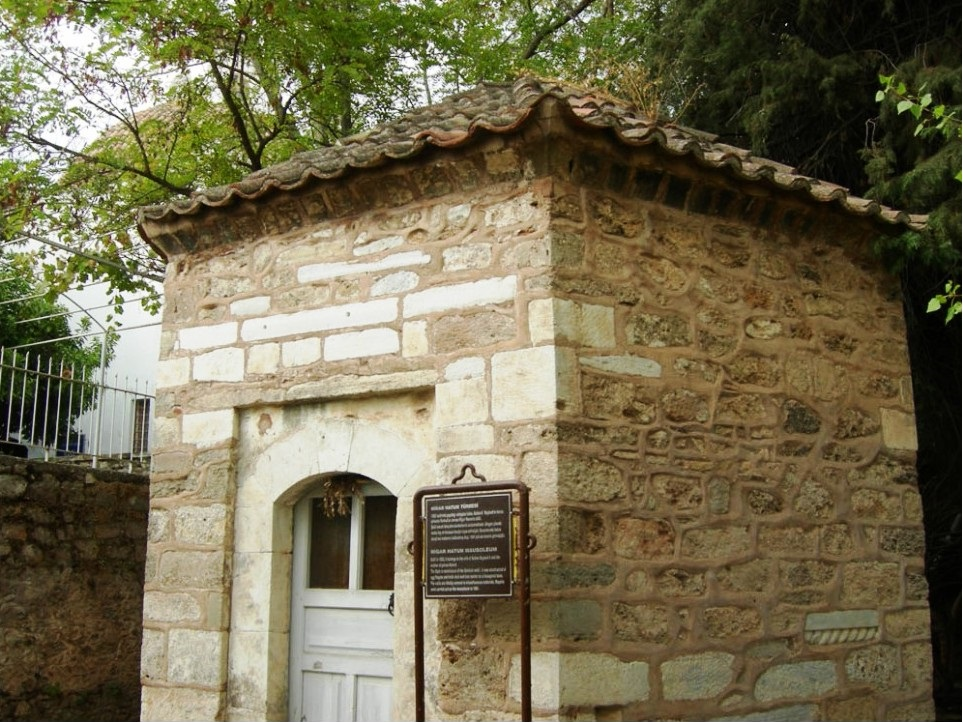
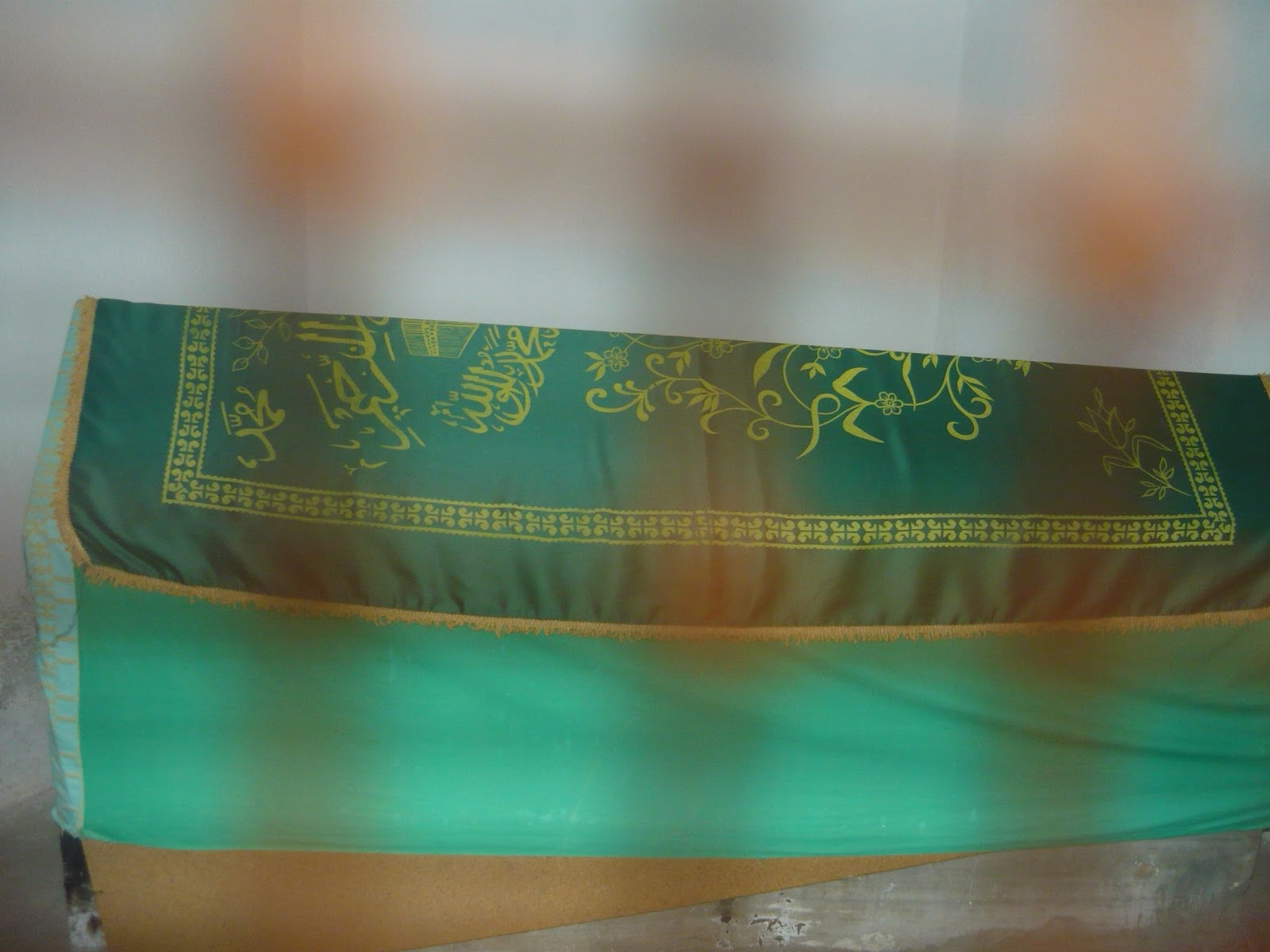
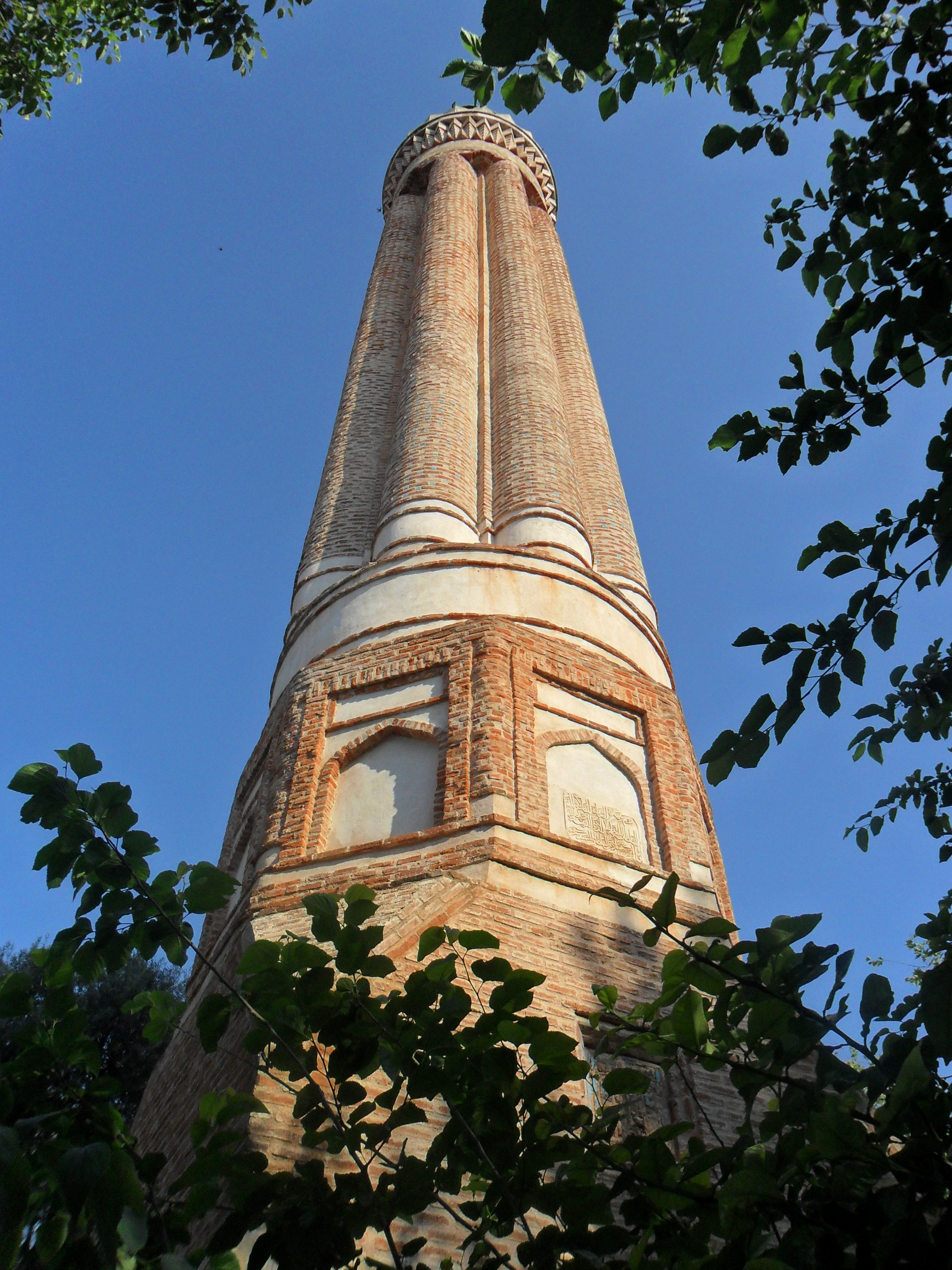